# Râul Ogarca
Râul Ogarca este un râu din România, afluent al râului Râcu. 